# Pogoń Szczecin
Pogoń Szczecin je klub polské první ligy, sídlící ve městě Štětín. Pogoń patří k předním klubům Polska. Klub byl založen roku 1948. Hřištěm klubu je stadion s názvem Městský stadion (Szczecin) s kapacitou 15 717  diváků.

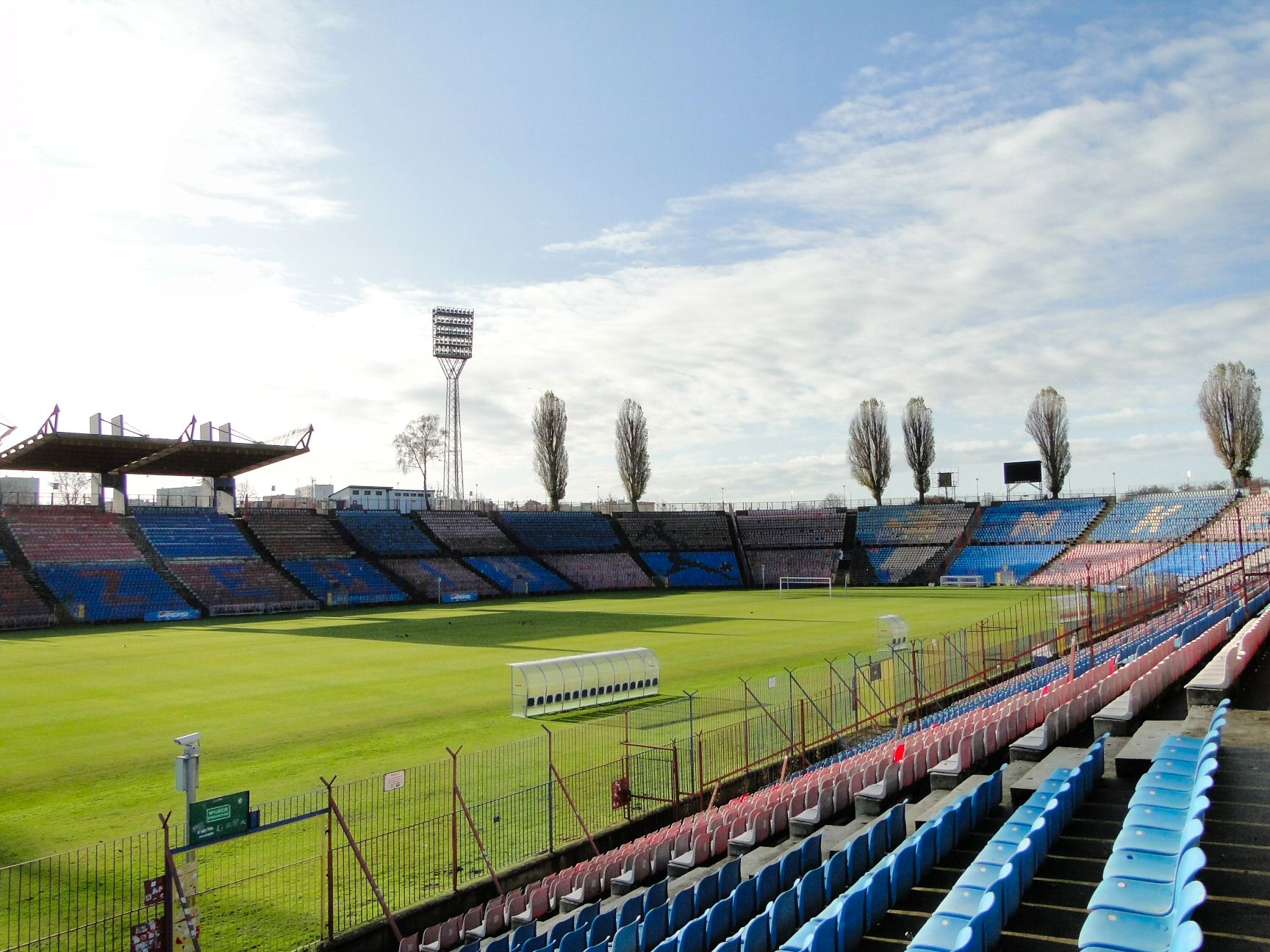
Městský stadion (Szczecin)

## Historické názvy
- 1948 – ZKS Sztorm Szczecin
- 1949 – Klub Sportowy Związkowiec Szczecin
- 1950 – KS Kolejarz
- 1955 – Klub Sportowy Pogoń Szczecin

## Známí hráči
- Dariusz Adamczuk
- Amaral
- Dickson Choto
- Wojciech Golla
- Kamil Grosicki
- Rafał Grzelak
- Alexandr Kaniščev
- Przemysław Kaźmierczak
- Radosław Majdan
- Grzegorz Mielcarski
- Claudio Milar
- Rafał Murawski
- Marek Ostrowski
- Oleg Salenko